# Джек-простак
«Джек-простак» — российский короткометражный рисованный мультфильм. Мультфильм участвовал в конкурсной программе фестиваля Суздаль-2016.

## Сюжет
Две параллельные истории, казалось бы, несовместимых героев — деревенского простачка Джека и дочери богатого эсквайра — в итоге сливаются в одну и заканчиваются свадьбой.

## Съёмочная группа
| Автор сценария и режиссёр   | Александр Черногоров                                                                           |
| Художник-постановщик        | Георгий Магер                                                                                  |
| Композитор                  | Дмитрий Некрасов                                                                               |
| Ведущий аниматор            | Илья Шекиладзе                                                                                 |
| Художник по фонам           | Ксения Алёхина                                                                                 |
| Звукорежиссёры              | Геннадий Марченко, Виктор Ермаков                                                              |
| Роли озвучивали             | Анна Дьячок, Диомид Виноградов, Александр Черногоров                                           |
| Исполнительные продюсеры    | Марина Попова, Анастасия Лунькова                                                              |
| Художественный руководитель | Михаил Алдашин                                                                                 |
| Продюсер                    | Андрей Добрунов                                                                                |
| Особая благодарность        | Валентине Урм, Ильдару Рахимову, Анне Цой, Сергею Абрамову, Полине Бовкун, Александру Соколову |
| А также                     | Александру Шимчуку и Карине Зражевской                                                         |

## Интересные факты
- Шляпа главного героя напоминает головной убор Тут-и-Тама из мультсериала «С приветом по планетам».